# Isachne homonyma
Isachne homonyma är en gräsart som beskrevs av Jan Frederik Veldkamp. Isachne homonyma ingår i släktet Isachne och familjen gräs. Inga underarter finns listade i Catalogue of Life.